# Daniel van Bemmelen
Daniël Johan (Daan) van Bemmelen (Batavia, 1899 - Den Haag, 1982) was een Nederlands antroposoof en oprichter van de eerste vrijeschool in Nederland. Hij was een leerling van de Oostenrijkse esotericus Rudolf Steiner

## Biografie
Van Bemmelen werd in Nederlands-Indië geboren en groeide er tot zijn negen jaar op. Vanaf zijn negende verbleef Van Bemmelen bij een gastgezin in Nederland, waar hij moeite had met de hardheid van het gezinsleven, maar ook met het Nederlandse klimaat. Toen zijn moeder terugkeerde uit Nederlands-Indië bracht ze Van Bemmelen in contact met de geschriften van Rudolf Steiner, die zij samen bestudeerden.
In 1921 ondernam Van Bemmelen een reis naar het Goetheanum, de internationale hoofdzetel van de Antroposofische Vereniging, in het Zwitserse Dornach. Hij sloot zich na een korte ontmoeting met Rudolf Steiner aan bij deze vereniging. Twee jaar later, in 1923, richtte Van Bemmelen samen met zijn latere echtgenote Emmy Smit in Den Haag de eerste Nederlandse vrijeschool op. Van Bemmelen was ook betrokken bij de oprichting van de eerste steinerschool in België. Van Bemmelen stelde zijn  verdere leven in dienst van de antroposofie.
Van Bemmelen was de zoon van Willem van Bemmelen, directeur van het Magnetisch, Meteorologisch en Seismologisch Observatorium, en de broer van de geoloog Reinout Willem (Rein) van Bemmelen.